# Lautaro Comas
Lautaro Nicolás Comas (Paraná, Entre Ríos, Argentina; 15 de enero de 1995) es un futbolista argentino que se desempeña como volante o delantero. Actualmente en Club Sportivo Luqueño de la Primera División de Paraguay.

## Trayectoria
Comas surgió de las inferiores de Patronato. A los 18 años debutó en la Primera B Nacional en 2013 de la mano de Diego Osella ante Brown de Adrogué en un empate 2 a 2, jugando a un muy buen nivel. Con el tiempo, fue perdiendo minutos en cancha y terminó totalmente excluido. En diciembre de 2014, asume Iván Delfino como técnico del equipo, que se caracterizaba por realizar constantes rotaciones en el elenco titular. Ante la falta de opciones en los extremos probó con Comas, quien casi convierte ante Brown de Madryn, partido que finalmente termina en empate. Para el siguiente partido dejó en cancha a Lautaro y a Diego Jara, el goleador del equipo, mandando al banco de suplentes a Matías Quiroga que arrastraba una dolencia física. Comas fue clave para el triunfo y terminó aplaudido de pie por los hinchas, cuando fue reemplazado en el segundo tiempo.
A fines del 2015 logra el ascenso a la máxima categoría del fútbol argentino tras imponerse por definición desde el punto de penal a Santamarina por 6 a 5, luego ganar en el tiempo reglamentario por 2 a 0 y remontar la derrota por 3-1 sufrida la semana anterior en Tandil. En junio de 2016 renueva su contrato por dos años hasta 2018. Tras el ascenso, asume Rubén Forestello como entrenador del equipo, con quien Comas no juega tanto como esperaba.
En 2017 arribó a O'Higgins de la Primera División de Chile, en calidad de préstamo hasta 2018, con una opción de compra por el 50% de su pase. Jugó solo cinco encuentros por el club rancagüino y a fines de 2017, con la asunción de Gabriel Milito como nuevo Director Técnico, se le comunica que no será tenido en cuenta y regresa a Patronato. Al principio le costó ganarse un lugar. Ya no estaba Rubén Forestello como técnico del más grande de Entre Ríos, sino que se encontraba en el cargo Juan Pablo Pumpido con él que no pudo adaptarse. En septiembre del 2018, Pumpido renuncia a su cargo por malos resultados y asume Mario Sciacqua, el cual va a ver a Comas como una gran posibilidad para la ofensiva de Patronato.
Lautaro Comas suma 2 goles en Primera División (Independiente y Banfield) y 6 en por B Nacional.
En el año 2019 convierte su primer gol en campeonatos de primera división frente al Club Atlético Independiente, partido que terminaría ganando el Patrón por 1 a 0. En enero de 2020 convirtió su segundo gol en la Primera Dvisión del fútbol argentina, siendo Banfield la víctima esta vez del jugador Rojinegro. Al día de la fecha, Lautaro Comas es considerado como uno de los valuartes que tiene el Club Atlético Patronato debido a sus 7 años ya jugados en el Club, más la gran identificación para con él.
A principios del año 2022, "Comitas" emigra una vez más de Patronato para pasar a jugar en Guaireña F.C. en la Primera División de Paraguay, siendo su segunda experiencia internacional afuera de Argentina.
En enero de 2023 vuelve a Patronato tras finalizar su préstamo en Guaireña F.C. y se queda para disputar la Primera Nacional 2023 y la Copa Libertadores 2023.

## Clubes
| Club                  | País      | Año         | Partidos | Goles |
| --------------------- | --------- | ----------- | -------- | ----- |
| Patronato             | Argentina | 2012 - 2017 | 79       | 6     |
| O'Higgins             | Chile     | 2017        | 5        | 0     |
| Patronato             | Argentina | 2018 - 2021 | 51       | 3     |
| Guaireña F.C.         | Paraguay  | 2022        | 25       | 3     |
| Patronato             | Argentina | 2023        | 0        | 0     |
| Guaireña F.C.         | Paraguay  | 2023        | 22       | 4     |
| Club Sportivo Luqueño | Paraguay  | 2024        | 22       | 1     |